# HFC Haarlem
HFC Haarlem var en hollandsk fodboldklub. Klubben spillede i blå og hvide trøjer.
Klubben spillede i den 2. bedste hollandske fodboldrække, Eerste Divisie frem til 2010 hvor klubben blev erklæret konkurs.
I 2010 blev klubben fusioneret med HFC Kennemerland og skiftede navn til Haarlem Kennemerland.

## Danske spillere
- Jesper Grønborg , Niels Christian Holmstrøm